# Wilhelm Tegethoff (Polizeipräsident)

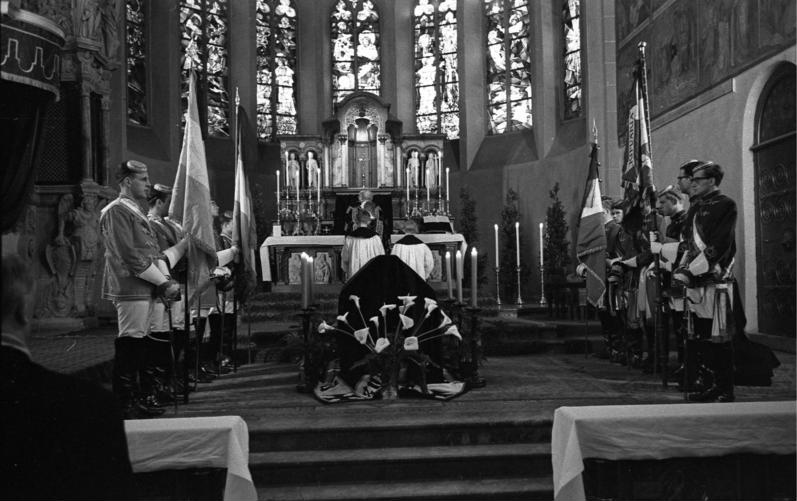
Requiem für Polizeipräsident Tegethoff in Bonn (Bundesarchiv 1962)

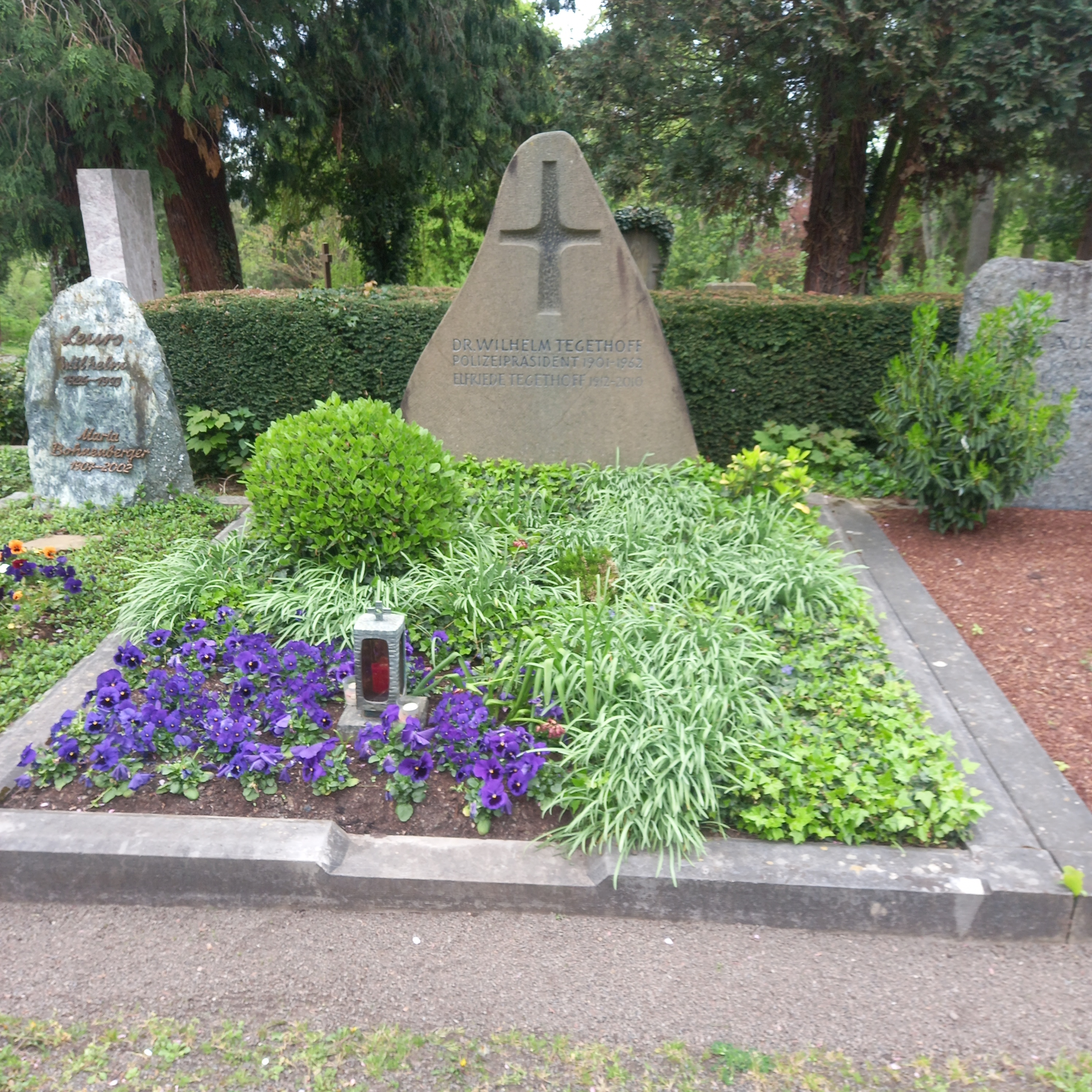
Das Grab von Wilhelm Tegethoff auf dem Poppelsdorfer Friedhof in Bonn

Wilhelm Tegethoff (* 6. Februar 1901 in Warburg; † 29. März 1962 in Tirol) war ein deutscher Jurist und Polizeipräsident.

## Leben
Wilhelm Tegethoff machte Abitur am Gymnasium Marianum in Warburg, studierte Rechts- und Volkswirtschaft an der Philipps-Universität Marburg und der Westfälischen Wilhelms-Universität Münster. 1924 wurde er zum Doktor der Rechte promoviert. Nach der Großen Staatsprüfung 1926 in Berlin war er an Gerichten in Bielefeld, Breslau und Recklinghausen tätig. 1928 wurde er Leiter der Verkehrsabteilung im Polizeipräsidium Altona-Wandsbeck. 1930 wechselte er als Dezernent ins Berliner Polizeipräsidium, wo er 1934 zum Regierungsrat ernannt wurde. Er war Vertreter des Polizeipräsidenten im oberschlesischen Waldenburg.
1954 wurde Tegethoff Senatspräsident am Landessozialgericht Celle, kurz darauf erfolgte die Berufung zum Polizeipräsidenten in der Bundeshauptstadt Bonn.
Tegethoff war Mitglied der katholischen Studentenverbindung KDStV Ripuaria Bonn.